# Konservativa Förbundet
Konservativa Förbundet (KF) är ett partipolitiskt obundet konservativt studentförbund vid svenska universitet och högskolor med syftet att sprida konservatism. Förbundsordförande sedan 2025 är Alexander Cenusa.

## Organisation
Konservativa Förbundet är uppbyggt av en riksorganisation med distrikt och universitetsföreningar. Distrikten är organiserade länsvis, medan universitetsföreningarna bedriver verksamhet i form av medlemsmöten och opinionsbildning på enskilda lärosäten.

## Politik
Konservativa Förbundet bedriver verksamhet för att främja konservatism, där konservatism definieras som den ideologi vars idébildning fötts i Edmund Burkes arbeten. Förbundet har inga åsiktsdokument, utan tar ställning i olika frågor med utgångspunkt i en bred ansats.

## Förbundsordförande
- 2011–2015: Filip Frantzén.
- 2015–2019: Christian Delhage.
- 2019–2023: Julian Kroon.
- 2023–2024: Henric Colliander.
- 2024–2025: Markus Johansson-Martis.
- 2025–idag: Alexander Cenusa.

## Distrikt och föreningar
| Namn                                    | Ort                    |
| --------------------------------------- | ---------------------- |
| Konservativa Föreningen Stockholm       | Stockholm              |
| Konservativa Föreningen Västra Götaland | Västra Götaland        |
| Konservativa Föreningen Skåne           | Skåne                  |
| Konservativa Föreningen Uppsala         | Uppsala universitet    |
| Konservativa Föreningen Östra Götaland  | Linköpings universitet |
| Konservativa Föreningen Jönköping       | Jönköping University   |
| Konservativa Föreningen Halland         | Halmstad högskola      |
| Konservativa Föreningen Kalmar          | Linnéuniversitet       |

| Namn | Lärosäte                     | Ort       |
| ---- | ---------------------------- | --------- |
|      | Stockholms universitet       | Stockholm |
|      | Handelshögskolan i Stockholm | Stockholm |
|      | Kungliga Tekniska högskolan  | Stockholm |
|      | Karolinska Institutet        | Stockholm |
|      | Försvarshögskolan            | Stockholm |
|      | Lunds universitet            | Lund      |
|      | Göteborgs universitet        | Göteborg  |

## Konservativa kårpartiet
Konservativa förbundet är representerade i kårfullmäktige hos Stockholms universitets studentkår under namnet Konservativa kårpartiet. De har sedan kårvalet 2023 tre ordinarie ledamöter i form av Måns Dolge, Julian Kroon och Markus Martis Johansson.
| År   | Röstandel | Röster | Mandat | Källa |
| ---- | --------- | ------ | ------ | ----- |
| 2023 | 8,6 %     | 132    | 3      | [ 1 ] |
| 2020 | 7,9 %     | 194    | 3      | [ 2 ] |